# Le Clandestin (roman)
Pour les articles homonymes, voir Le Clandestin.
Le Clandestin est un roman d'espionnage de l'écrivain américain John Grisham, publié en 2005.

## Résumé
Joel Backman est l'un des hommes les plus puissants de Washington. Il dirige un très influent cabinet d'avocats spécialisé dans le Lobbying. Mais c'est un individu sans aucune  morale, dont la seule motivation est l'argent. Cet appât du gain le pousse à trahir son pays, en vendant à une puissance étrangère un superlogiciel, capable de contrôler un ensemble de satellites espions. Démasqué, Backman est condamné à 20 ans de prison. 
À sa grande surprise il est gracié par le président des États-Unis au cours de sa sixième année d'emprisonnement, puis exfiltré jusqu'en Italie. Commence alors pour lui une nouvelle vie, sous une nouvelle identité. 
Il ignore toutefois que, si la CIA a obtenu sa grâce et sa libération, c'est dans l'unique but d'exposer sa vie, afin d'identifier la puissance étrangère pour laquelle il a trahi. 

## Livre audio en français
- John Grisham (trad. Patrick Berthon), Le Clandestin, La Roque-sur-Pernes, Éditions VDB, 1er mars 2007 (ISBN 978-2-84694-530-1, BNF 41041235)Narrateur : José Heuzé ; musique : Fabrizio Pigliucci ; support : deux disques compacts audio MP3 ; durée : 11 h 40 min environ ; référence éditeur : Livres audio VDB 694530 1.